# William Carver
William « News » Carver (12 septembre 1868 – 2 avril 1901) était un hors-la-loi américain et un membre de la Wild Bunch de Butch Cassidy pendant les dernières années de la Conquête de l'Ouest. Son surnom de « News » lui a été donné parce qu'il a apprécié de voir son nom dans les journaux relatant les exploits de son gang. Il a été pris en embuscade et tué par des shérifs adjoints en 1901.

## Biographie

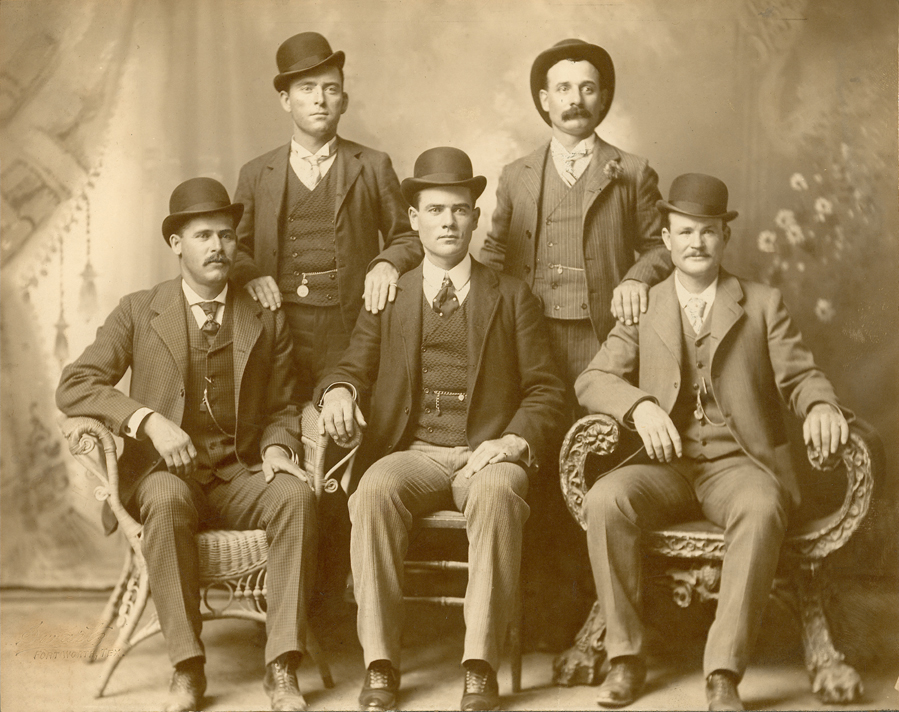
William Carver, debout à gauche; Fort Worth, Texas, 1900

### Jeunesse et vie de hors-la-loi
Carver est né dans le comté de Coryell au Texas, en 1868. Il a travaillé, pour un temps, comme cow-boy dans le « Half Circle Six Ranch » dans le comté de Tom Green, avant de s'aventurer à l'ouest au Wyoming et en Utah. Il a rencontré et épousé Viana E. Byler, qui était la tante de la future hors-la-loi Laura Bullion. Viana Byler est morte de la fièvre moins de six mois après leur mariage, et Carver a commencé sa vie de hors-la-loi. Il eut des liaisons avec la hors-la-loi Josie Bassett, sœur de la hors-la-loi Ann Bassett, puis plus tard avec la nièce de Viana Byler, Laura Bullion, moins d'un an après la mort de sa femme. En 1896, il était membre du gang de « Black Jack » Ketchum, participant à de nombreux vols à main armée dans le Nouveau-Mexique, et devint ami avec le hors-la-loi Ben Kilpatrick.
Après l'échec d'un braquage, il fuit à « Robbers Roost », dans l'Utah, où il intègre le gang de la Wild Bunch de Cassidy. Il aurait gagné le surnom de « News » parce qu'il aurait apprécié de voir son nom dans les journaux relatant les exploits du gang. Il aurait entretenu une relation étroite avec Josie Bassett pendant tout ce temps. Au début des années 1900, Carver a eu une liaison avec une prostituée nommée Lille Davis, qu'il avait rencontré au bordel de Fannie Porters à San Antonio, un lieu fréquenté par des membres du gang de la Wild Bunch. Cela a conduit à des frictions entre lui et Laura Bullion, qui à son tour eut une liaison avec Ben Kilpatrick. En moins d'un an, Carver and Bullion ont de nouveau eut une relation, et Cassidy prévoyait un autre grand braquage. Le gang s'est dirigé vers le nord, et dans le Wyoming.
Le 29 août 1900, Carver, Kid Curry, Cassidy et le Sundance Kid braquent un train de l'Union Pacific près de Tipton, dans le Wyoming, qui dépasse 30 000$. Le gang se divise pour éviter la poursuite de posses, et Carver fuit vers le sud. Carver a ensuite été impliqué dans le braquage d'un train « Great Northern » près de Wagner, dans le Montana.
Il a été abattu dans la boulangerie Jack Owens la nuit du 2 avril 1901 à Sonora, au Texas, par le Shérif E. S. Briant et ses adjoints. Entrant armes au poing, ils ont tenté d'arrêter Carver et George Kilpatrick, soupçonnés du meurtre d'Oliver Thornton dans le Comté de Concho. Kilpatrick fit un faux mouvement et Carver n'eut pas le temps de dégainer avant de se faire tirer dessus à six reprises. Avant de mourir, on l'entendit murmurer « Die game, boys! » - dernières paroles provocatrices qui sont devenues légendaires dans le folklore de l'Ouest Sauvage des hors-la-loi. Kilpatrick survécu, et plus tard blanchit Carver du meurtre. Il a été pensé plus tard que Harvey « Kid Curry » Logan était responsable du meurtre de Thornton.
La pierre tombale de Will Carver comporte uniquement la date à laquelle il a été tué. On pense que son vieil ami George Hamilton de Sonora ne voulait pas admettre publiquement que c'était vraiment son ancien partenaire Will Carver, maintenant hors-la-loi qui a été enterré là.

## Dans la culture populaire
- The Three Outlaws, avec à l'écran Neville Brand dans le rôle de Butch Cassidy et Alan Hale Jr. dans celui du Sundance Kid, est un film de fiction de 1956 des exploits du duo avec le membre de la Wild Bunch William "News" Carver, interprété par Robert Christopher, le troisième hors la loi du titre[2].

- Dans Butch Cassidy et le Kid, Carver est joué par Timothy Scott.